# قوتشي (حومة بم)
قوتشي (بالفارسية: قوچی) هي قرية تقع في إيران في منطقة مركزية ريفية.